# Bergen, Limburg
Bergen (phát âmⓘ) là một đô thị ở đông nam Hà Lan.

## Các trung tâm dân cư
- Afferden
- Bergen
- Nieuw-Bergen
- Siebengewald
- Well
- Wellerlooi